# 位相の特徴付け
数学において位相空間の位相は開集合系として定義することが多いが、それと同値な位相の特徴付けがいくつも知られており、それらは同じ位相空間の圏を定める。どの定義からも位相的概念に対する新たな見方が提供され、多くの位相的概念について更なる事実や一般化の方向性が導き出される。

## 位相空間の圏
厳密に言えば、本項における各定義は具体圏を定めるもので、それらの圏はどの二つも互いに具体同型であることが示せる。つまり、以下に定義する圏はどの二つをとっても、圏の対象をそのまま単に集合と看做し、圏の射をそのまま集合の間の写像と看做したとき、（集合の圏の部分圏として）圏同型になる。
具体同型を実際に構成することは、それほど明らかなものではなく、概して面倒である。最も単純なやり方はおそらく、位相空間の圏 Top と各圏の間の互いに逆となる具体同型の組を構成することである。それには以下のような手順を踏めばよい。
1. 対象の間の逆対応を定め、それが実際に逆になることを確かめて、対応する対象が同じ台集合を持つものになっているかどうかを確かめる。
2. 集合間の写像がそれらの圏の射（つまり「連続」）となることと、Top における射（つまり連続写像）となることとの同値性を確かめる。

## 開集合による定義
対象位相空間、つまり集合 X と X の部分集合族 T との組 (X, T) で、T が条件
1. 空集合と X は T に属す、
2. T に属する集合のどの任意濃度の合併もふたたび T に属す、
3. T に属する集合のどの有限個の交わりもふたたび T に属す、

を満足するものすべて。T に属する集合は開集合という。
射通常の意味での任意の連続写像、つまり任意の開集合の逆像が開集合となるような写像すべて。
通常は、これを位相空間の圏 Top として扱う。

## 閉集合による定義
対象集合 X とその部分集合族 T との組 (X, T) であって、T が条件
1. 空集合と X は T に属す、
2. T に属する集合のどの任意濃度の交わりもふたたび T に属す、
3. T に属する集合のどの有限個の合併もふたたび T に属す

を満足するものすべて。T に属する集合は X の閉集合という。
射任意の閉集合の逆像がやはり閉集合となるような写像すべて。
これは位相空間の開集合の成す束を、その順序論的双対である閉集合の束に取り替えて得られる圏である。開集合による定義とはド・モルガンの法則で結ばれている。

## 閉包作用素による定義
対象集合 X とその上の閉包作用素 cl との組 (X, cl) （閉包空間）のすべて。閉包作用素 cl: P(X) → P(X) とは、クラトフスキーの閉包公理
1. 拡張性質: A ⊆ cl(A),
2. 冪等性: cl(cl(A)) = cl(A),
3. 和の保存: cl(A ∪ B) = cl(A) ∪ cl(B),
4. 空和の保存: cl(∅) = ∅

を満足するものをいう。
射閉包を保存する写像すべて。閉包を保つとは、二つの閉包空間の間の写像
{\displaystyle f\colon (X,\operatorname {cl} )\to (X',\operatorname {cl} ')}
が、X の任意の部分集合 A に対して
{\displaystyle f(\operatorname {cl} (A))\subset \operatorname {cl} '(f(A))}
を満たすことをいう。
クラトフスキーの閉包公理は、位相空間上の閉包作用素（部分集合にその位相的閉包を割り当てる写像）の性質を抽象化したものである。この位相的な閉包作用素は圏論において一般化される。 (Koslowsk and Melton) の G. Castellini による Categorical Closure Operators を参照。

## 開核作用素による定義
対象集合 X とその上の開核作用素の組 (X, int) （開核空間）のすべて。ただし、開核作用素 int: P(X) → P(X) はクラトフスキーの閉包公理の双対化
1. A ⊇ int(A),
2. 冪等性: int(int(A)) = int(A),
3. 積の保存: int(A ∩ B) = int(A) ∩ int(B),
4. 空積の保存: int(X) = X

を満足するものをいう。
射開核を保存する写像すべて。開核を保つとは、二つの開核空間の間の写像
{\displaystyle f\colon (X,\operatorname {int} )\to (X',\operatorname {int} ')}
が、X′ の任意の部分集合 A に対して
{\displaystyle f^{-1}(\operatorname {int} '(A))\subset \operatorname {int} (f^{-1}(A))}
を満たすことをいう。
位相的な開核作用素は、（閉包作用素が部分集合に位相的閉包を割り当てるのと同様に）部分集合にその位相的開核を割り当てるものである。 

## 近傍系による定義
対象集合 X と近傍写像 N: X → F(X) の組 (X,N) すべて。ただし、近傍系 F(X) は X 上のフィルターで X の各点 x において条件
1. U ∈ N(x) ならば x ∈ U である
2. U ∈ N(x) ならば V ∈ N(x) で V の各点 y に対して U ∈ N(y) となるものが存在する

を満足するもの全体の成す集合である。
射近傍を保存する写像すべて。ただし、近傍を保つとは写像
f: (X, N) → (Y, N')
が、V ∈ N(f(x)) ならば f(U) が V に含まれるような U ∈ N(x) が必ず存在することをいう。これは、V ∈ N(f(x)) なるとき常に f−1(V) ∈ N(x) であるかを問うことに等価である。
この定義は近傍の概念を公理化したものであり、U が N(x) に属するとき U は x の近傍であるという。近傍系から開集合の概念を回復するには、集合が開であることを、その集合が自身に属する全ての点の近傍となることと定めればよい。このとき、先ほどの公理の最後の条件は任意の近傍が開集合を含むことを述べたものであることが分かる。
近傍系による位相空間の定義はハウスドルフによる『集合論要諦』初版でのオリジナルの位相空間の定義に近いものとなっている。
定義 (ハウスドルフによる位相空間の定義（志賀浩二による訳）) ― 
位相空間というのは、集合 E と、各元（点）x に近傍とよばれるある部分集合 Ux が対応して、次の条件をみたしているものである。
近傍公理
(A) すべての点 x に少なくとも1つの近傍 Ux が対応する；Ux は点 x を含んでいる。
(B) Ux, Vx を同じ点 x の2つの近傍とすると、この2つの共通部分に含まれる近傍 Wx が存在する。
(C) Ux の中の点 y に対し、Ux の中に含まれる y の近傍 Uy が存在する。
(D) 異なる2点 x, y に対して、共通点のない近傍 Ux, Uy が存在する。
- 条件 (A)、(B) は先の定義の 1. と、近傍の全体がフィルターであることに対応するが、フィルターの条件のうち上方集合であることは課されておらず、また、交叉に関しても共通部分自体が近傍であることは課していない。
- 条件 (C) は先の定義の 2. と同じものである。
- 条件 (D) はT2公理であり、極限の一意性を保証するための条件である。

このように、ハウスドルフのオリジナルの定義と現在の一般的な定義との間には複数の相違点があり、両者は似つつも一致しないことには注意を要する。

## 収束性による定義
位相空間の圏は X 上のフィルターに関する収束関係を通じて定義することもできる。集合 X の各点 x に対し、x を集積点とするフィルターの集合を与えると、これらの集合系から X の位相を復元することができる。たとえば、X の部分集合 A が閉であることは、フィルターF と A との交わりが A 上のフィルターであるならば、 A は F の極限点を全て含むという条件によって特徴づけることができる。さらに、位相空間のあいだの写像の連続性は点 x に収束しているフィルターの像フィルターが x の像に収束していること、として特徴づけることができる。つまりこれは、フィルターの収束性によっても位相的概念の基礎づけができることを示すものである。
同様に、圏 Top は有向点族（ネット）の収束を通じても記述できる。フィルターに対すると同様、この定義はネットの収束を位相的概念の基礎としてもよいことを示している。この定義から上記の閉集合系による位相の定義を回復するには、集合 A が閉であることを、A 上のネット (xα) が任意に与えられるとき A は (xα) の極限点を全て含むことと定めればよい。写像の連続性に関してもフィルターの場合と同様にして収束しているネットの像が再び収束先の像に収束することとして特徴づけることができる。